# Дейнега, Валериан Аверкиевич
Валериан Аверкиевич Дейнега (21 июня 1864, Ейск, Кубанская область — 26 ноября 1917, Москва) — русский учёный, ботаник, специалист по морфологии растений. Приват-доцент Императорского Московского университета. Старший ассистент кафедры ботаники. Доцент медицинского факультета ИМУ. Ученик И. Н. Горожанкина.

## Биография
Родился 21 июня 1864 года в Ейске Кубанской области.
Окончил Кубанскую войсковую гимназию (1882) и естественное отделение физико-математического факультета Московского университета (1887). По окончании университета оставлен на кафедре ботанике в должности ассистента.
1891 год — первая научная публикация: исследование по цитологии сине-зеленых водорослей.
В 1887 году успешно выдержал магистерские экзамены. В 1887—1888 годах стажировался в Мюнхене у профессора Карла Гёбеля.
В 1898 году защитил магистерскую диссертацию по истории развития листа и заложения в нём сосудистых пучков у ряда представителей высших однодольных и двудольных растений.
С 1898 по 1902 годы продолжал углублённые исследования в этом направлении, написав ряд работ по эволюционной морфологии листовых пластин у различных представителей веерных пальм, выяснив предназначение и развитие различных элементов черешка и листовых пластин у этих растений.
С 1894 года до конца жизни занимал должность казначея Московского общества испытателей природы.
В 1898 году выпустил собственный перевод учебника ботаники Э. Страсбургера, ставший классическим учебником для Российских университетов и выдержавшим с 1894 по 1923 годы четыре переиздания. (Пятое издание этого учебника вышло в России спустя 100 лет, в 2008 году).
В 1900 году утверждён в звании приват-доцента Московского университета. В том же году одновременно назначен на должность старшего ассистента кафедры ботаники, которую занимал до конца жизни, в течение 17 лет.
В 1904 году, после кончины профессора И. Н. Горожанкина, избран на должность доцента медицинского факультета Московского университета.
В университете Валериан Аверкиевич много лет читал курс ботаники на старших курсах. Одновременно с этим он преподавал естествознание в ряде учебных заведений города Москвы, на Высших женских курсах, в качестве прикомандированного доцента читал курс ботаники в Ярославском университете.
Валериан Дейнега активно участвовал в подготовке и проведении Съездов русских естествоиспытателей и врачей. На IX Съезде был секретарём секции Ботаники и секретарём подсекции Морфологии и систематики.
Участвовал в организации одной из первых фармацевтических лабораторий в России (при аптеке Феррейна), был деятельным членом Московского общества испытателей природы.
Дослужился до чина коллежского асессора.
Скончался 26 ноября 1917 года.
Похоронен в некрополе Алексеевского монастыря в Москве.

## Некоторые труды
- Der gegenwärtige Zustand unserer Kenntnisse über den Zellinhalt der Phycochromaceen. Bull. Soc. Natur. Moscou, 2, 1891, SS. 431—454, 1 Taf.
- Beiträge zur Kenntnis der Entwickelungsgeschichte des Blattes und der Anlage der Gefässbündel. Flora oder Allgem. bot. Ztg., 85, 4, 1898, SS. 439—498. Taf. XI.W
- Материалы по истории развития листа и заложению в нем сосудистых пучков / В. А. Дейнега. - М.: Унив. тип., 1902. - [4], 100 с.: ил.; 24 см. - Из "Учен. зап. Имп. Моск. ун-та. Отд. естеств.-ист." Вып. 18. - Библиогр. в прим.[8][9]
- Материалы по истории развития листа и заложению в нем сосудистых пучков. Учен. зап. Моcк, ун-та, XVIII, отд. естеств.-истор., 1903, стр. 1—100, 2 табл.

## Семья
Младший брат — Вячеслав Аверкиевич Дейнега (1873—1954) — русский учёный, зоолог-морфолог, специалист по сравнительной анатомии. Профессор Московского университета по кафедре зоологии.
Третий брат — Сергей Аверкиевич Дейнега (1871—1915) — подъесаул 1-го Запорожского казачьего полка, умер от туберкулеза.

### Путаница с братом
В современных электронных библиотеках и хранилищах архивных материалов царствует путаница между научными трудами Валериана Аверкиевича Дейнеги и его младшего брата, профессора по кафедре зоологии Вячеслава Аверкиевича Дейнеги. Так, работа Вячеслава Дейнеги «К познанию анатомии Chlamydoselachus anguineus, Garm», написанная под руководством профессора М. А. Мензибра и посвящённая изучению Плащеносной акулы, в источниках ошибочно приписывается его брату — Валериану Аверкиевичу: см., и др.
В ряде источников указывается, что с 1894 по 1917 годы Вячеслав Дейнега занимал должность казначея Московского общества испытателей природы (МОИП), между тем эту должность занимал не он, а Валериан Дейнега.
Напротив, в работах по истории Ярославского государственного университета им. П. Г. Демидова нередко указывается (напр.), что в 1918—1924 годах Вячеслав Дейнега преподавал на кафедре биологии этого университета. Однако, на самом деле эта информация относится к Валериану Дейнеге, а зоолог Вячеслав Дейнега в Ярославском университете не работал.
Путаница усугубляется и тем, что оба брата преподавали на Московских Высших женских курсах, только Валериан Аверкиевич в 1901—1902 годах, а Вячеслав Аверкиевич — в 1911—1912 гг.